# Manfred Pernice
Pour les articles homonymes, voir Pernice.
Manfred Pernice (né en 1963 à Hildesheim) est un artiste plasticien qui vit et travaille en Allemagne.

## Biographie
De 1984 à 1987, il a étudié le graphisme et la peinture à Brunswick, puis de 1988 à 1993 à Berlin. 

## Expositions
- fiat(lux), Institut d'art contemporain, Villeurbanne (du 6 décembre 2013 au 23 février 2014)
- Hässliche Luise, Galerie Neu, Berlin (du 4 décembre 2004 au 22 janvier 2005)
- Galleria Fonti, Naples, 2004
- Sculptural Sphere, Sammlung Goetz, Munich, 2004
- U5", Vienne, 2004
- Commerzbank, New York, 2004
- Stella Lohaus, Anvers, 2003
- Pinakothe, Munich, 2003
- Verkr.2, Bremerhaven, 2003
- Jeep, Annemarie Verna, Zurich, 2002
- Casino, Mai 36, Zurich, 2002
- Regen Projects, Los Angeles, 2002
- Restepfanne, Galerie Neu, Berlin, 2002
- Documenta11, Kassel, 2002
- Interventionen 26, Sprengel Museum, Hanovre, 2001
- Sieg, Anton Kern Gallery, New York, 2001
- Gartenfest, Konrad Fischer Galerie, Düsseldorf, 2001